# Marie-Antoinette
Maria Antonia Josepha Johanna von Habsburg-Lothringen av Österrike, vanligtvis känd under sitt franska tilltalsnamn Marie-Antoinette, född 2 november 1755 i Wien, död 16 oktober 1793 i Paris (avrättad), var drottning av Frankrike och Navarra från 1774 till 1792.  Hon var från 1770 gift med kung Ludvig XVI av Frankrike. Av sina fiender betraktades Marie-Antoinette som en symbol för de privilegierade klassernas slöseri på de underprivilegierades bekostnad och avrättades med giljotin under franska revolutionen dömd för högförräderi. Hon är en kontroversiell historisk gestalt som har skildrats i mängder av pjäser, filmer och böcker.
Att Marie-Antoinette skulle ha yttrat den berömda frasen "Låt dem äta kakor" är inkorrekt, då denna anekdot var känd långt före hennes födelse och upprepades om flera andra kvinnor under 1700-talet.

## Biografi

### Barndom

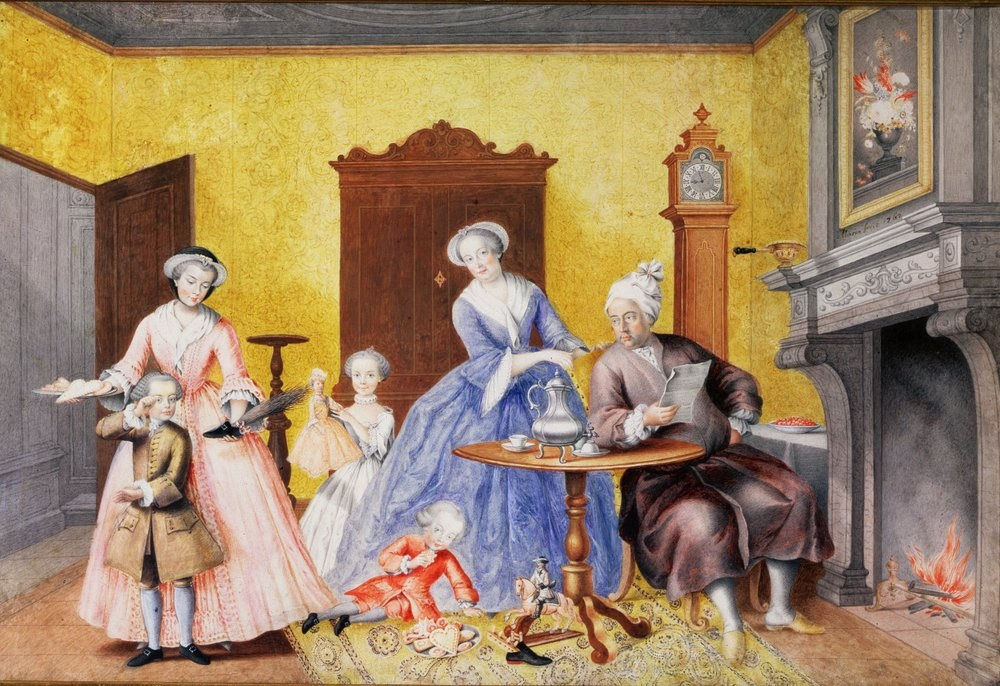
Marie-Antoinette med sina föräldrar och syskon, hållande en docka i famnen.

Marie-Antoinette var dotter och näst yngsta barn till den regerande kejsarinnan Maria Teresia av Österrike och hennes make Frans av Lothringen, tysk-romersk kejsare. Maria Teresias barn uppfostrades parvis efter kön och ålder, och Marie-Antoinette ska ha stått särskilt nära sin syster Maria Karolina: de fick Charlotte och Louise av Hessen-Darmstadt som lekkamrater, och Marie-Antoinette brevväxlande sedan hela sitt liv med dessa. De tillbringade vintrarna i Wien och somrarna på Schönbrunn, och uppfostrades tillsammans under överinseende av sin guvernant grevinnan Brandeis, som beskrivs som eftergiven. Maria Teresia mottog regelbundna rapporter om deras hälsa, men träffade dem normalt sett enbart en gång per vecka. 
Marie-Antoinette fick en bristfällig utbildning. Maria Teresias uppfattning var att hennes döttrar inte var i behov av undervisning i akademiska ämnen eftersom deras uppgift var att bli representativa furstegemåler, och hennes huvudinstruktion var att hennes döttrar skulle lära sig lydnad framför allt. De mottog i stort sett den bildning som var normen för överklassdöttrar vid denna tid och undervisades i musik, dans och konversation. I Marie-Antoinettes fall hade hon dessutom försummat även de studier hon trots allt fick, då hennes första guvernant, grevinnan Brandeis, ska ha skämt bort henne utan att tvinga henne att lära sig, möjligen för att undgå bannor från Maria Teresia. Då hennes äktenskap arrangerades, upptäcktes det att Marie-Antoinette knappt kunde skriva ens på tyska språket, och hon visade heller inget intresse för att lära sig mer. Hennes mor engagerade en rad förstklassiga lärare åt henne för att förbättra situationen; hon hade bland annat Metastasio till musiklärare och Christoph Willibald Gluck som sånglärare. Hennes lärare beskrev henne som i grunden intelligent och med förmågan att snabbt förstå de flesta ämnen, men förklarade att hon trots detta inte nådde någon framgång eftersom hon saknade intresse för studier, och hon ska under hela sitt liv ha saknat intresse för att läsa. Däremot lärde hon sig snabbt tala felfri franska, uppträda enligt etiketten och dansa och beskrevs som vacker och charmerande, egenskaper som ansågs viktigare vid det franska hovet än bildning, vilket gjorde att hennes brist på bildning inte ansågs vara ett problem. 

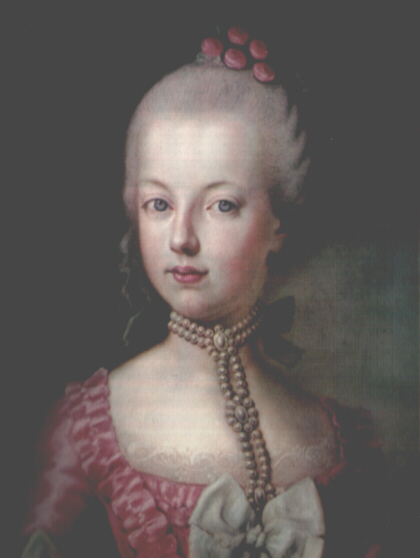
Marie Antoinette som tonåring.

### Giftermål
Marie-Antoinettes äktenskap arrangerades av modern som ett politiskt resonemangsparti. Det skulle symbolisera och befästa alliansen mellan Frankrike och Österrike som slöts i den så kallade Diplomatiska revolutionen från år 1756. Maria Teresia hade länge planer på att gifta bort sina döttrar med Bourbon-ättens dynastier i Frankrike, Neapel och Parma, och initialt hade det varit Marie-Antoinettes syster Maria Karolina som skulle gifta sig med Frankrikes kronprins (eftersom Ludvig XV var hennes gudfar), medan Maria Elisabeth skulle gifta sig med Ludvig XV själv och Maria Josefa med Ferdinand av Neapel. År 1767 avled dock Maria Josefa i smittkoppor, Maria Elisabet diskvalificerades när hennes hy förstördes av smittkopporna, Maria Karolina fick ta Maria Josefas plats som brud till kungen av Neapel medan Maria Amalia valdes ut till hertigen av Parma, och därmed återstod genom denna kedjereaktion plötsligt bara Maria Antonia som kandidat för det "Franska äktenskapet". År 1769 blev partiet slutgiltigt bestämt, och 7 februari 1770 framfördes ett formellt frieri av Frankrikes kung via hans ambassadör för hans sonson kronprinsens vägnar, och accepterades av Maria Teresa å hennes dotters vägnar. Själva bröllopet tog lång tid att arrangera på grund av att ceremonierna måste utformas på ett sätt som framställde båda riken som jämbördiga. 

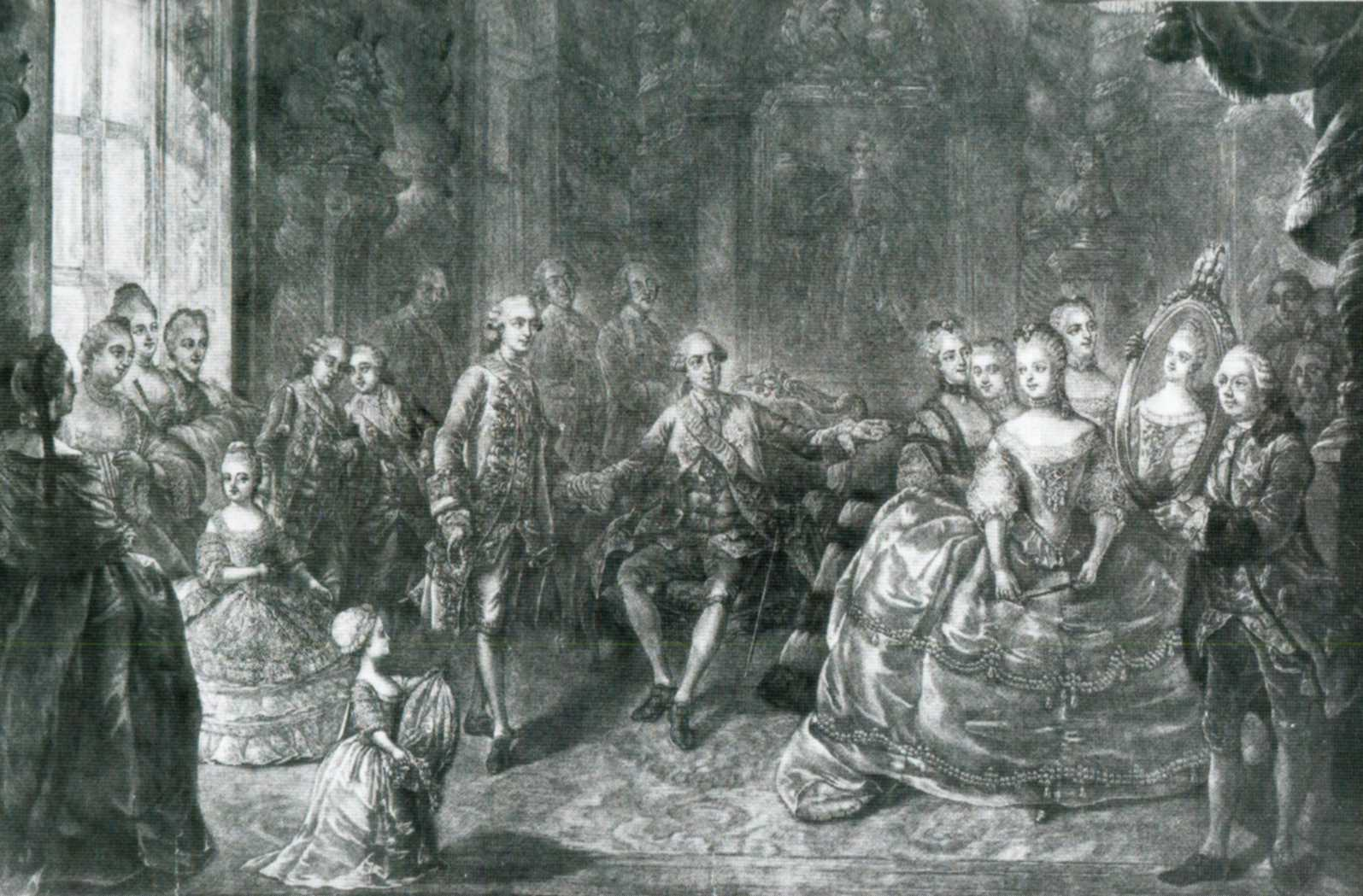
Porträttet av Marie-Antoinette visas upp för den franska kronprinsen i Versailles före giftermålet.

Den första vigselceremonin ägde rum 19 april 1770 i Augustinerkyrkan i Wien, före hennes avresa till Frankrike. I samband med det avsade hon sig formellt sin arvsrätt till sin mors tron. Den 7 maj vid Strasbourg överlämnades Marie-Antoinette i en högtidlig ceremoni till sin franska hovstat under ledning av greve de Noailles. Vid gränsen mellan det Tysk-romerska riket och Frankrike hade en tillfällig paviljong med tre salar uppförts på en ö i gränsfloden Rhen, där det mittersta rummet var neutralt territorium, medan ena rummet symboliserade Österrike, och det andra Frankrike. Marie-Antoinette skulle som en symbolisk gest till sitt byte av medborgarskap ta av sig sina österrikiska kläder i det första rummet, ta adjö av sitt österrikiska följe, och sedan gå naken över till det franska rummet, där hon fick möta sitt nya franska följe, och iklädas franska kläder.  Den här scenen är berömd, och incidenten när Marie-Antoinette en stund ska ha tappat behärskningen, brustit i gråt och kastat sig i armarna på sin överhovmästarinna grevinnan de Noailles har ofta skildrats. Efter detta avreste hon med sitt nya franska följe in i Frankrike till skogen vid Compiègne, där hon 14 maj presenterades för den franska kungafamiljen, däribland sin blivande make kronprinsen. Hennes blivande makes farfar Ludvig XV ska ha blivit förtjust i henne vid deras första möte.    

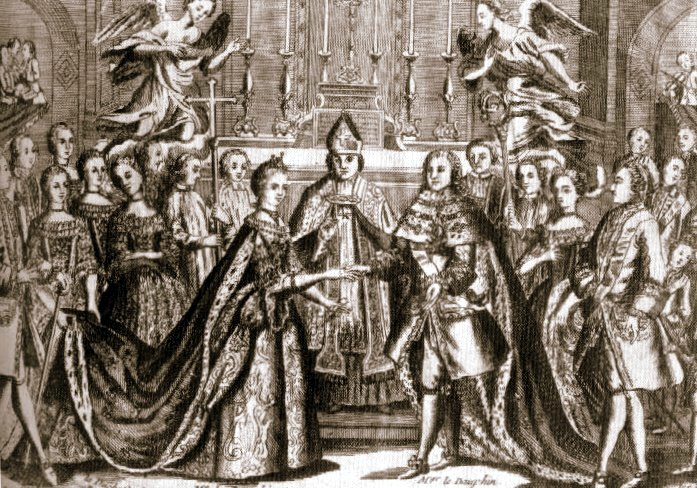
Bröllopet mellan Marie-Antoinette och den senare Ludvig XVI.

Den andra vigselceremonin ägde rum i slottet i Versailles den 16 maj 1770 med Frankrikes tronföljare, den blivande kung Ludvig XVI av Frankrike. Eftersom Frankrikes drottning Marie Leszczyńska redan var död, blev Marie-Antoinette som kronprinsessa, Dauphine, hovets "första dam" redan från början.

### Kronprinsessa
Marie-Antoinette beskrivs som söt, impulsiv och lekfull, och gjorde initialt succé med sin skönhet och charm. Hon stod i regelbunden brevkontakt med sin mor, och Österrikes sändebud Florimond Claude de Mercy-Argenteau fungerade på moderns önskan som hennes stöd och rådgivare. Mercy sände också regelbundna rapporter till Maria Teresia om hennes dotter och påverkade på hennes önskan Marie-Antoinette i enlighet med Österrikes behov och riktlinjer, något som under denna tid var ett normalt förfarande.
Marie-Antoinette trivdes till en början mindre väl vid det franska hovet. Hon uppmanades av sin mor och dennas ambassadör Mercy att anpassa sig till kungens och det franska hovets krav, bete sig med värdighet och förbättra relationen med maken, krav som samtliga var svåra för henne att uppfylla. Hon tyckte illa om den strikta hovetiketten, som påtvingades henne av främst hennes Première dame d'honneur grevinnan de Noailles, som hon gav öknamnet "Madame Etiquette". Socialt gjorde hon succé och blev omtyckt av kungen och sin makens bröder och svägerskor, men hennes ohämmade uppträdande, då hon under den första tiden lekte barnlekar med makens bröder och även med barn tillhöriga hovpersonalen, kritiserades skarpt av "Madame Etiquette" såsom kränkande av en kronprinsessas ställning och värdighet. 
Redan vid sin ankomst bemöttes hon av misstänksamhet från den anti-österrikiska falangen vid hovet, som hade ogillat den fransk-österrikiska alliansen och därmed även hennes äktenskap. Detta parti leddes inom makens familj av hans fastrar, kungens döttrar: Adélaïde, Victoire och Sophie.
År 1772 förorsakade hon en mindre diplomatisk kris mellan Frankrike och Österrike då hon, påverkad av sin makes fastrar, de så kallade mesdames Adélaïde, Victoire och Sophie, vägrade att hälsa på kungens mätress Madame du Barry, som av rangskäl inte kunde tilltala henne först.  Detta togs mycket illa upp av Ludvig XV och var nära att förorsaka en allvarlig diplomatisk kris mellan Frankrike och Österrike, som just då behövde Frankrikes neutralitet under Polens första delning.  Hon tvingades till slut av modern och Österrikes ambassadör att ge efter för diplomatins skull, och utväxla en fras med Madame du Barry. Marie-Antoinette bröt i samband med detta med makens fastrar.
Marie-Antoinette gjorde sitt första besök i Paris först 1773, tre år efter sin ankomst till Frankrike, och gjorde där en stormande succé när hon officiellt välkomnades av staden. Det hela förvandlades dock till en omtalad tragedi, när hundratals personer trampades till döds i trängseln.

#### Äktenskapligt samliv
Hennes mest betydelsefulla problem var det äktenskapliga. Ludvig stod sina fastrar nära, vilka var kända för att ogilla hans påtvingade äktenskap med en österrikisk prinsessa. Han visade inget intresse för sin blivande gemål vid deras första möte och han fortsatte att bete sig reserverat mot henne under de första åren. Äktenskapet blev inte så kallat fullbordat under bröllopsnatten och heller inte under de första sju åren av hennes äktenskap. Detta ansågs inte vara en privatsak utan ett politiskt faktum som påverkade tronföljden och som därför inkluderades i de utländska sändebudens rapporter. Ett ofullbordat äktenskap innebar en avsaknad av tronarvinge, och dessutom var det enligt den tidens lag inte ett lagligt äktenskap utan ett som kunde upplösas. För både Ludvig XV och hennes mor Maria Teresia var frågan allvarlig, och med tiden utsattes hon för en allt hårdare press på grund av detta. Felet ansågs dock främst bero på hennes make. Olika teorier har lagts fram till vad som var orsaken, och den vanligaste är att Ludvig led av för trång förhud (phimosis), vilket gjorde det omöjligt för honom att genomföra samlag. Relationen mellan makarna ska dock efterhand ha mognat i en mer förtrolig vänskapsrelation.

### Drottning

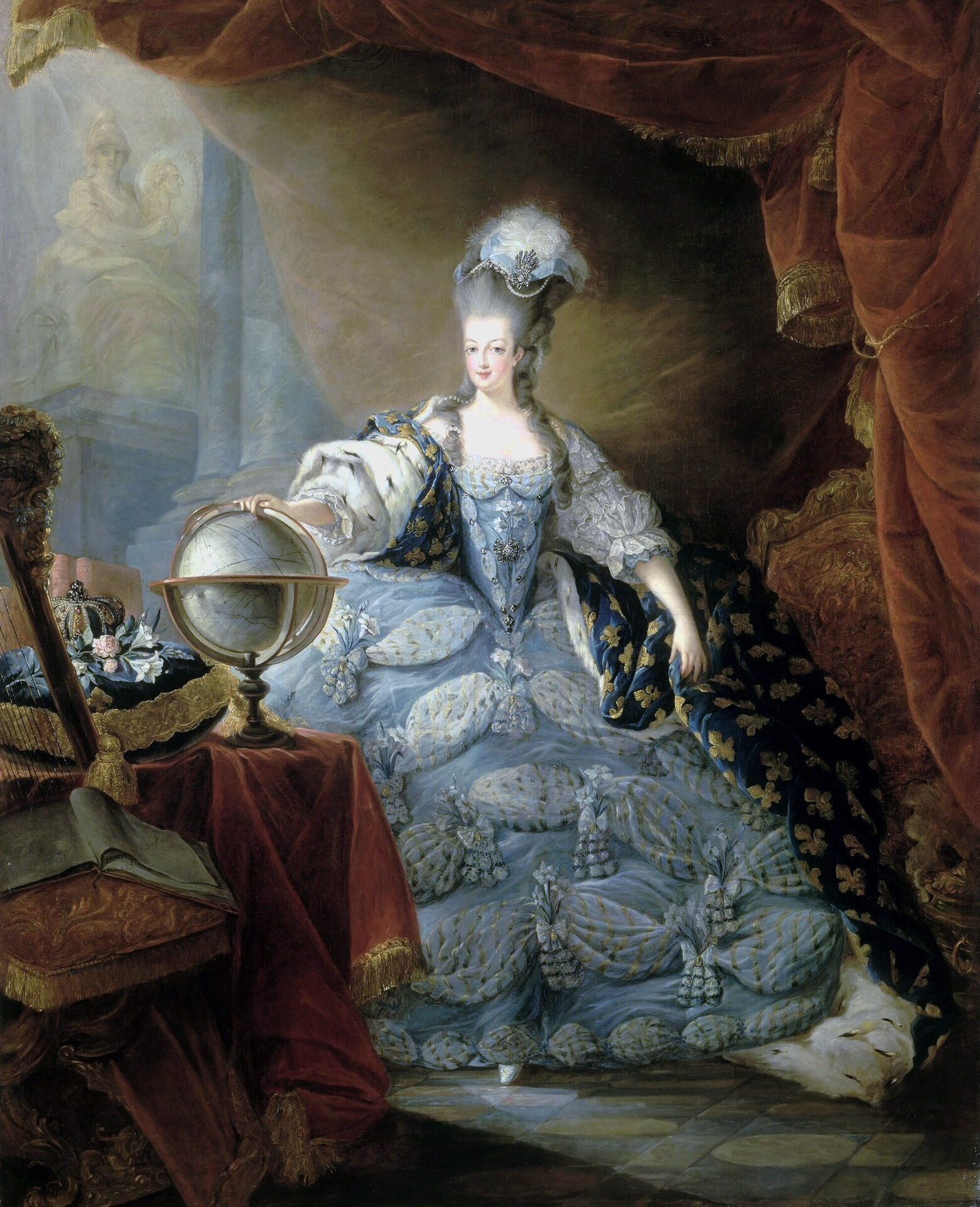
Marie-Antoinette i kröningsdräkt, målning av Jean-Baptiste Gautier Dagoty 1775.

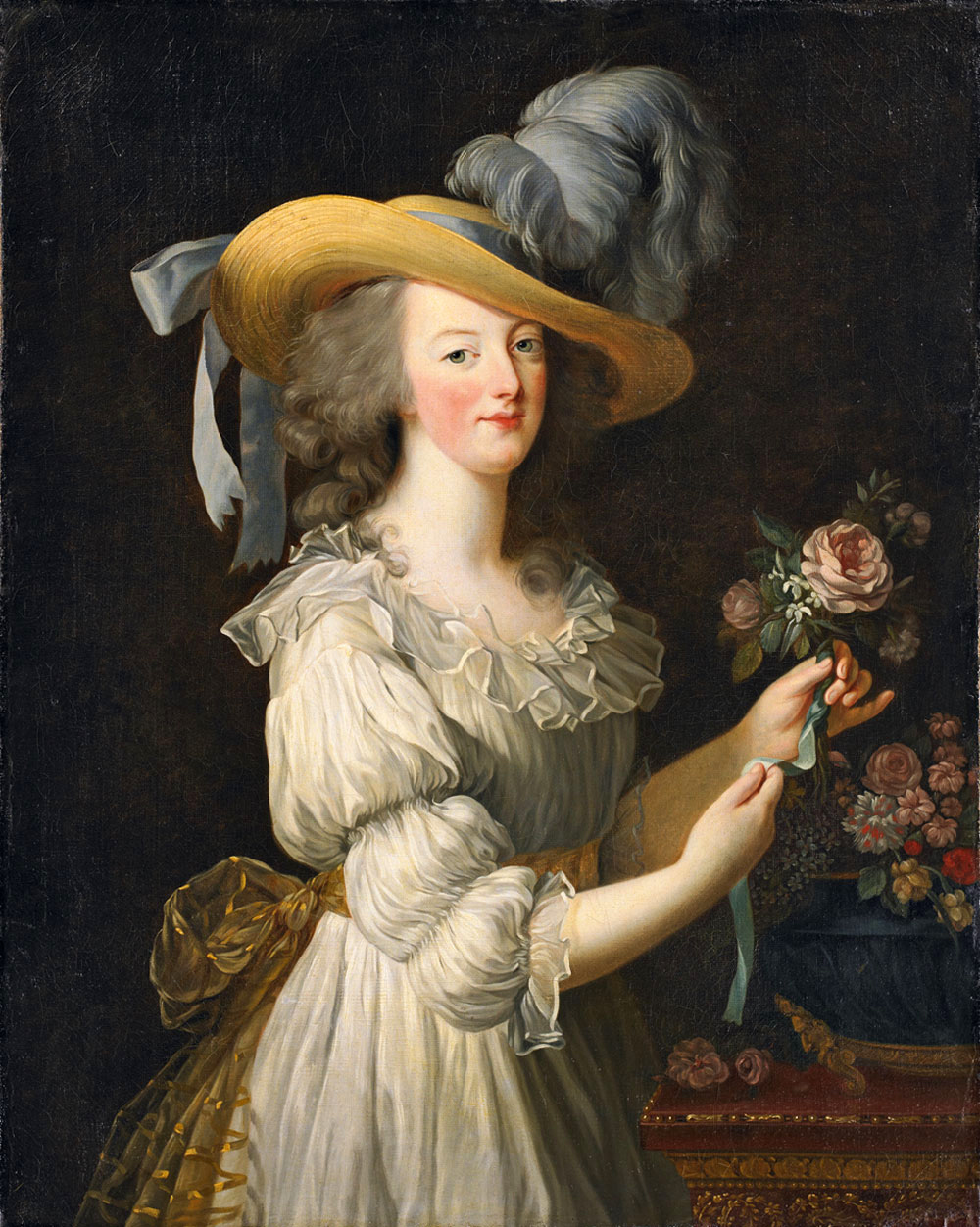
Marie Antoinette en chemise; Marie-Antoinette målad av Élisabeth Vigée-Lebrun i den senaste modenyheten; en muslinklänning i tunikamodell (1783). Porträttet gjorde skandal i Frankrike eftersom klänningen påminde om det samtida underklädesplagget särken och gav intryck av att hon bara var klädd i underkläder.

År 1774 avled Ludvig XV och efterträddes av Ludvig XVI, och Marie-Antoinette blev därmed Frankrikes drottning efter sin makes tronbestigning. Hon närvarade klädd i kröningsdräkt vid makens kröning i Reims, men blev själv inte krönt, eftersom drottningkröningar hade fallit ur bruk i Frankrike sedan kröningen av Maria av Medici år 1610.  
Marie-Antoinette var initialt en populär drottning. Hon var under sin första tid relativt okänd för den stora allmänheten, och flera historier berättades om pittoreska scener som illustrerade hennes skönhet, omtänksamhet och tillgivenheten mellan kungaparet. Marie-Antoinette beskrivs som vacker och elegant, och med en naturlig värdighet och grace som gjorde ett imponerande intryck i offentliga sammanhang. I privata sammanhang beskrivs hon som livlig, lekfull och nöjeslysten, och med ett charmerande sätt mot de hon tyckte om. Hon beskrevs dock också som rastlös och lättsinnig, utan något intresse att läsa en bok till slut och med förmågan att stöta bort folk genom sitt sätt att visa reservation mot dem hon inte kände väl, något som ofta uppfattades som högfärd. Efter Halsbandsprocessen (1785) beskrivs hon oftare som allvarligt lagd. 

#### Intressen
Ludvig XVI gav efter sitt trontillträde det lilla lustslottet Petit Trianon i gåva till Marie-Antoinette. Slottet blev hennes privata egendom, där hon slappnade av från den formella hovetikett hon alltid hade ogillat, och där hon umgicks informellt med en exklusiv krets av nära vänner kallad Société Particulière de la Reine snarare än de hovfunktionärer som valts ut åt henne genom sin rang, och dit inte ens kungen ägde tillträde utan inbjudan. I Trianon, och den natursköna park som anlades runtomkring, skedde allting på drottningens order - par ordre de la reine - snarare än kungens, och vakter var klädda i drottningens livré i rött och silver snarare än kungens, som i det stora slottet. I och omkring Trianon kom Marie-Antoinette med tiden att tillbringa alltmer av sin tid, och ägna sig åt umgänge och amatörteater, och så småningom även Hameau de la reine, en konstgjord bondby, där hon och hennes vänner lekte herdar. Marie-Antoinette kom snart att bli impopulär inom hovadeln på grund av Trianon. Det faktum att hon valde vänner efter personlig charm snarare än rang bidrog till avund inom hovet, och hennes sätt att så ofta hon kunde dra sig undan från hovet gjorde också att hovlivet misskrediterades hos adeln.  Hennes gynnande av favoriter bidrog till hennes impopularitet även inom hovkretsar, där favoriserandet väckte avundsjuka och förorsakade skvaller. Detta missnöje skapade en adlig opposition som fick en samlingspunkt hos kungens fastrar, och det spreds tidigt ut skandalhistorier om drottningen och hennes krets av gunstlingar på Trianon.   
Bland drottningens krets av gunstlingar ingick först Prinsessan de Lamballe, för vars skull hon återinförde Surintendante de la Maison de la Reine, ett kostsamt hovämbete som skulle göra det möjligt för denna att alltid vistas vid hovet, och därefter den berömda Yolande de Polignac, som utnämndes till Guvernant till Frankrikes barn och kom att bli hatad i hela Frankrike på grund av alla de personliga fördelar, ämbeten och gåvor, som hon och hennes släktingar och vänner fick av kungen genom drottningen. Polignac kom från 1775 och över tio år framåt ha ett avgörande inflytande över Marie-Antoinette, och hennes privata umgängeskrets på Trianon dominerades så av Polignacs vänner och släktingar att det, förutom Société Particulière de la Reine, även kom att kallas La Société Polignac.
Marie-Antoinette kom efter att hon blev drottning snart att bli omtalad för slöseriet kring sitt personliga lyxliv. Mode kom att bli ett av hennes huvudintressen. Prinsessan de Lamballe hade presenterat henne för modeskaparen Rose Bertin, och hennes intresse för kläder kom snart att göra henne till en modeförebild i hela Europa. Hon ska ha diskuterat nya modeller med Bertin, som sedan lanserade dem genom att sända modedockor till Europas hov klädda i senaste modet, modeller som sedan kopierades runtom i Europa. Tillsammans med Léonard Autié lanserade hon också de höga, vitpudrade pouf-frisyrerna, som kom att bli så berömda och kännetecknande för sin tids mode. Hennes nöjesliv, som inbegrep illegalt hasardspel och hästkapplöpningar, för vilka hon introducerats av prinsessan de Guémenée och greven av Artois, och anonyma besök på offentliga maskeradbaler på operan i Paris, ansågs chockerande och förskaffade henne spelskulder. På grund av sina enorma utgifter anklagades hon i vida kretsar för slöseri. Det förekom dock inga försök att göra henne medveten om ekonomin, då såväl kungen som finansminister Charles Alexandre de Calonne utan protester betalade hennes utgifter, trots att Frankrikes statskassa sedan deltagandet i det amerikanska frihetskriget hade blivit alltmer ansträngd och blivit beroende av lån.

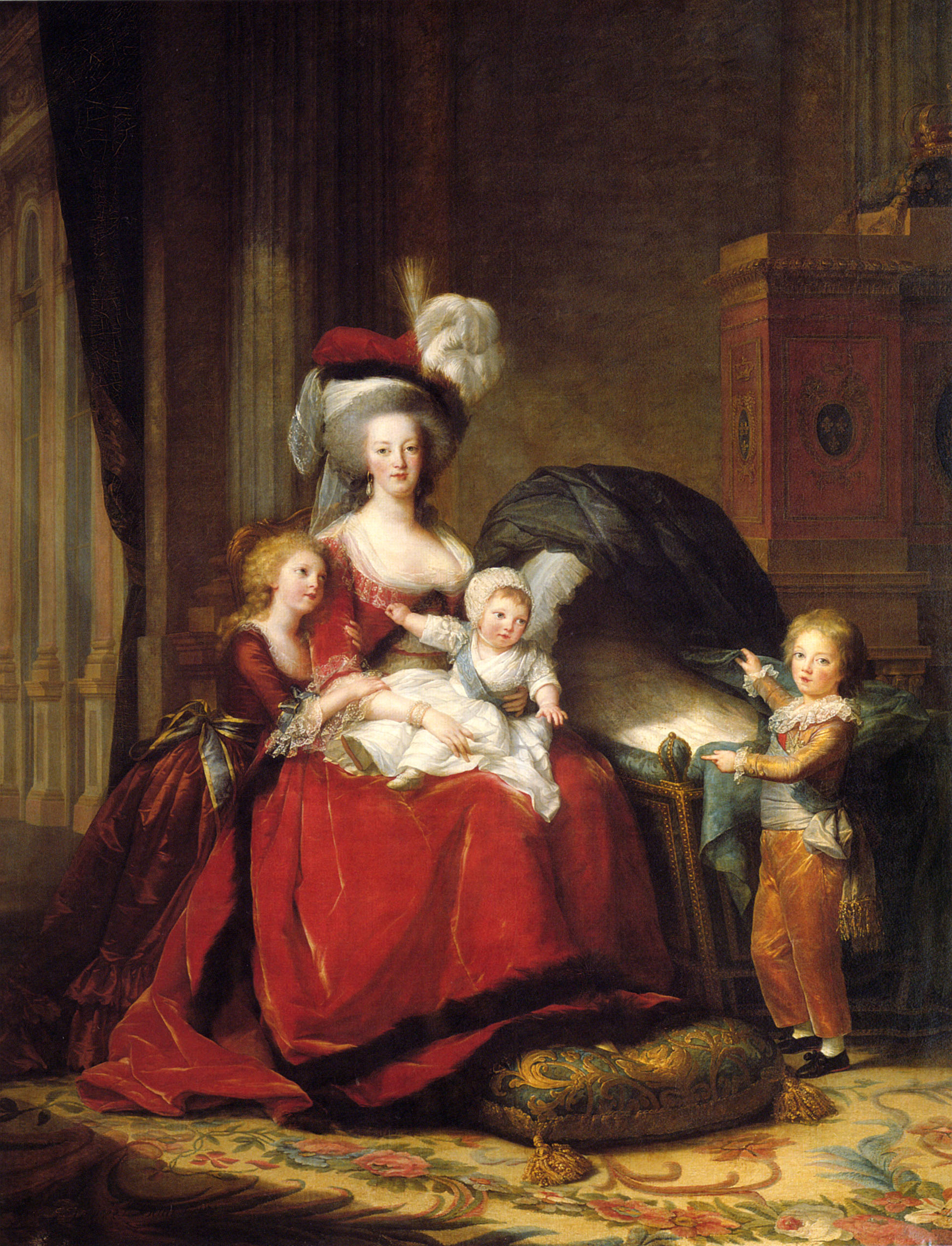
Statsporträtt av Élisabeth Vigée-Lebrun föreställande Marie-Antoinette och hennes barn (1787). Detta officiella porträtt gjordes med syfte att dämpa den allmänna kritiken genom att framställa Marie-Antoinette i den traditionella rollen som maka och mor.

#### Familjeliv
Efter makens tronbestigning blev frågan om det ofullbordade äktenskapet alltmer pressande, och tilldrog sig alltmer allmänhetens uppmärksamhet. Detta gjorde hennes ställning inför allmänheten svår, då ett ofullbordat äktenskap inte var giltigt enligt lagen, och en drottnings främsta uppgift var att föda en tronarvinge. Skulden lades på hennes make, och det gick rykten om att hon var otrogen för att kompensera sig sexuellt. För att lösa problemet mottog hon 1777 ett besök från sin bror, Josef II, som fick agera medlare. En ofta diskuterad teori är att Ludvig ska ha lidit av phimosis (trång förhud), och att han åtgärdade denna med en operation. Påståendet att han tros ha lidit av trång förhud finns i flera källor, men att detta opererades verkar främst vara hämtat från Stefan Zweigs biografi från 1932 om Marie Antoinette. De flesta moderna historiker hävdar att han inte genomgick någon operation.  Äktenskapet fullbordades i augusti 1777.
År 1778 födde hon sitt första barn, dottern Marie Theresia Charlotte; efter henne föddes Ludvig Josef den 22 oktober 1781, Ludvig Charles (Ludvig XVII) 1785 och Sophie Helene 1786. Hon adopterade också fyra barn, bland dem Ernestine de Lambriquet. Relationen till maken blev efter den sexuella fullbordan bättre, och utvecklades till en harmonisk och ömsesidigt tolerant vänskapsrelation. Marie-Antoinette hade från cirka 1783 och framåt en nära relation med den svenske greven och diplomaten Axel von Fersen den yngre, som av kvarlämnad korrespondens att döma var en romantisk relation. Det har förekommit många olika teorier om huruvida denna relation även var sexuell, och om huruvida Axel von Fersen var far till hennes två yngsta barn Ludvig Charles och Sophie. Det är omöjligt att bedöma huruvida denna relation fullbordades fysiskt, eller om det var en enbart platonisk och aldrig sexuellt fullbordad kärleksrelation, och frågan är omdebatterad och kontroversiell.  Motstridiga uppgifter och uppfattningar om detta, från både vänner och fiender och neutralt inställda personer, förekom redan under Marie-Antoinettes livstid, och är fortsatt föremål för spekulation.

#### Halsbandsprocessen
År 1785 ägde den så kallade halsbandsprocessen rum, vilket kom att bli en vändpunkt i Marie-Antoinettes liv. Marie Antoinette anklagades för att ha köpt ett dyrbart diamanthalsband utan att betala för det under förmedling av kardinal Louis de Rohan. Bakgrunden var att hennes namnteckning hade förfalskats av en svindlare, Jeanne de Valois-Saint-Rémy, som sedan hade svindlat kardinalen och stulit halsbandet från försäljaren, men det hela utvecklades till en betydande skandal, vilket starkt bidrog till det växande animositeten mot henne personligen. Adeln ställde sig på kardinalens sida mot drottningen, och allmänheten vägrade tro på hennes oskuld utan såg istället hela affären som ett prov på hennes slöseri och monarkins korruption. Efter detta blev hon ofta kallad Madame Deficit ("Fru Bankrutt").

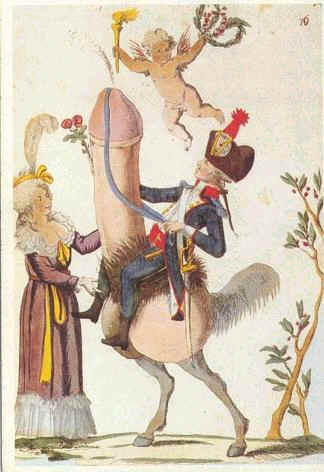
Ett exempel på den grova satiren mot Marie-Antoinette: hon karikeras här med politikern Lafayette.

Marie-Antoinettes impopularitet hade initialt uppkommit bland adeln på grund av hennes favoriserande av gunstlingar och avstånd från hovlivet, och därefter spridit sig till allmänheten, där den främst uppkom på grund av hennes ofullbordade äktenskap och därefter på grund av hennes slöseri. Pornografiska pamfletter uppkom om hur hon kompenserade sig för sitt ofullbordade äktenskap och hur hon ägnade sig åt utsvävningar med sina vänner på Trianon. Hennes nära vänskapsrelationer med prinsessan de Lamballe och Yolande de Polastron utpekade henne som homosexuell. Hennes österrikiska härkomst var från början impopulär i Frankrike, där Österrike uppfattades som landets huvudfiende, och hon kallades allmänt av sina fiender för l'autrichienne ("österrikiskan"). Hon anklagades för att med sitt slöseri ruinera staten, och hon anklagades för att begå förräderi genom att påverka kungen till Österrikes förmån. Genom Halsbandsaffären 1785 var hennes allmänna impopularitet slutgiltigt etablerad, och samtida vittnesmål omtalar hur man i Frankrike använde drottningen som en allmän syndabock.
Halsbandsaffären innebar en förändring i Marie-Antoinettes liv eftersom den gjorde henne fullt medveten om sin impopularitet, något som ska ha blivit en chock för henne och resulterat i att hon lade om sin personliga livsstil i ett försök att dämpa kritiken. Under de följande åren dämpades hennes nöjesliv och hennes intresse för politik väcktes. Hon började efter detta år spara in på sina personliga utgifter: festerna blev färre, personalstyrkan vid hovet reducerades, och hon började oftare låta sy om befintliga plagg hos Madame Eloffe snarare än att köpa nya hos Rose Bertin. Hon ska ha låtit sig påverkas allt mindre av sina gunstlingar och La Société Polignac, samtidigt som hennes eget intresse för politik väcktes. Hon ska också under dessa år ha genomgått en viss karaktärsförändring; medan hon förut beskrevs som ytlig och nöjeslysten även i sin personliga bekantskapskrets, började hon från slutet av 1780-talet beskrivas av bekanta som alltmer allvarlig.

#### Politiskt inflytande
Marie-Antoinette hade före 1785 ägnat sig åt politik enbart i den meningen att hon med framgång hade påverkat kungen att dela ut befattningar, utnämningar och ämbeten åt hennes vänner och deras vänner och släktingar för lönens och ställningens skull. Detta gav upphov till rykten om att hon influerade kungen till Frankrikes nackdel och Österrikes fördel, men varken kungen eller hans ministrar hade före 1785 velat se henne ägna sig åt politik. Under de sista åren före revolutionen kom dock kungen, som hade förlorat Jean-Frédéric Phélypeaux de Maurepas, den minister han fram till dess främst låtit sig influeras av, att förlita sig på henne som rådgivare.

### Franska revolutionen
I maj 1789 sammanträdde Frankrikes generalständer i Versailles, sammankallade för att i samråd med kungen lösa den ekonomiska statsbankrutten och behovet av reformer. Marie-Antoinette utsattes vid detta tillfälle för offentliga demonstrationer. Medan kungen möttes av jubelrop av allmänheten under den offentliga processionen, möttes drottningen av en demonstrativ tystnad.
Den 14 juli 1789 utbröt den franska revolutionen genom Stormningen av Bastiljen i Paris. Många av de mest impopulära profilerna vid hovet, däribland greven av Artois och sällskapet Polignac, lämnade då omedelbart landet.  I oktober tågade Kvinnotåget till Versailles, sedan det hade gått rykten om att hovet i Versailles, däribland Marie-Antoinette personligen, under en bankett för det kungliga gardet hade trampat revolutionens symbol trikoloren under fötterna. Flera personer föreslog kungen att evakuera hovet innan kvinnotåget hann fram till slottet, men beslutet sköts upp tills det blev för sent. Under natten bröt sig mobben in i slottet och attackerade drottningens sovrum. Marie-Antoinette blev varnad av sina kammarjungfrur, och fick fly genom en lönngång till kungens sovrum. Flera av slottets vakter ska ha dödats under denna invasion. På allmän begäran visade hon sedan upp sig på balkongen för allmänheten. Hon gick först ut på balkongen i sällskap med sina barn, men då demonstranterna protesterade, förde hon in dem och kom sedan ut ensam, och utsattes då för allmänna anklagelser och tillmälen. Gilbert du Motier, markis av Lafayette gjorde henne till slut sällskap på balkongen, kysste hennes hand och uttalade inför allmänheten ett löfte om att drottningen hade blivit lurad och att hon lovade att det inte längre skulle ske.

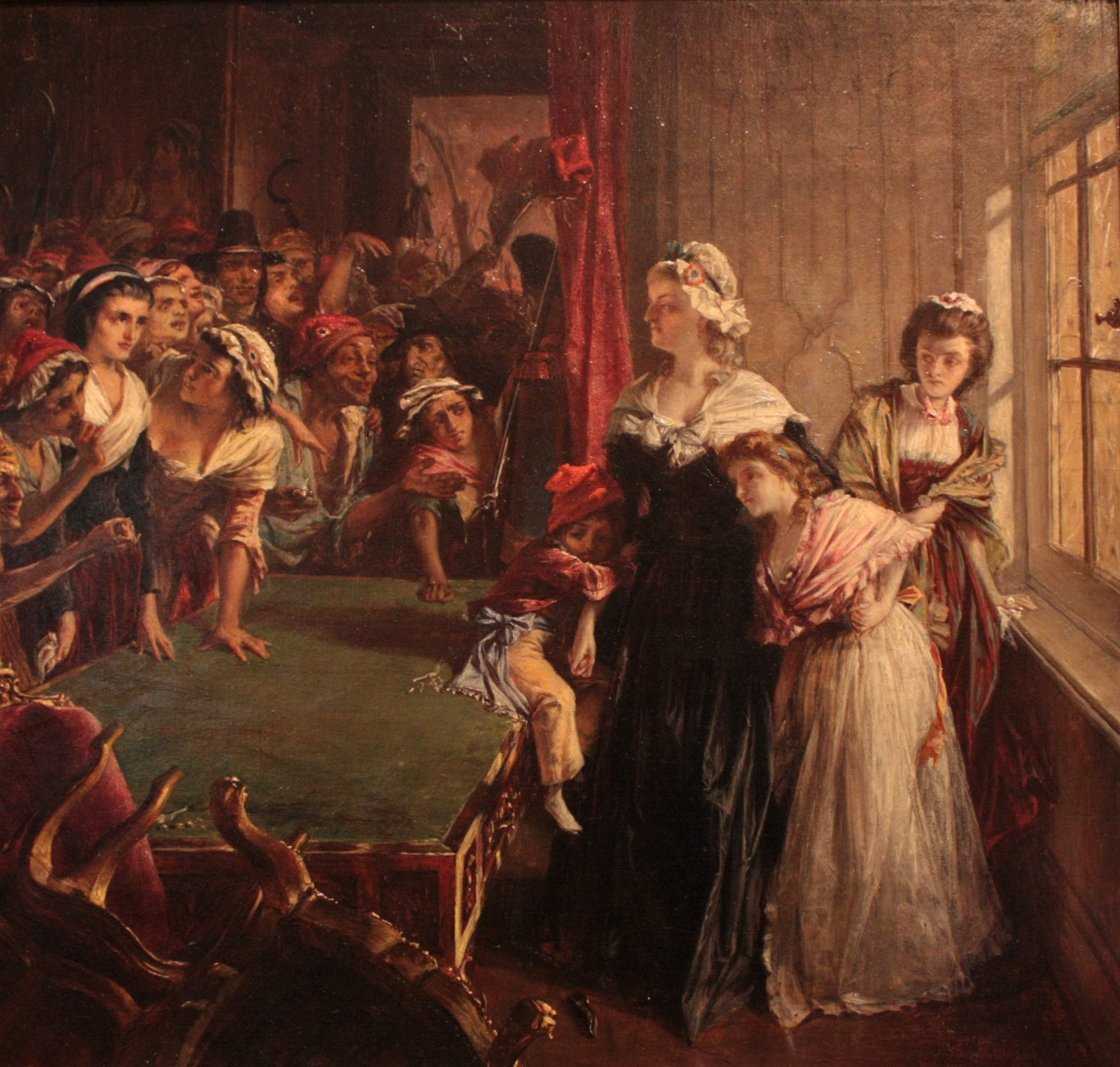
Marie-Antoinette under Demonstrationen den 20 juni 1792.

Hovet fördes därefter till Paris, där de fick bosätta sig i Tuilerierna under bevakning av vakter utsedda av nationalförsamlingens nya regering, medan kungen tvingades gå med på regeringens krav. Marie-Antoinette var nu politiskt engagerad och förde en hemlig korrespondens med utlandet, främst sin bror, den tysk-romerske kejsaren, med syfte att värva stöd för en militär intervention som kunde krossa revolutionen i Frankrike och återinföra enväldet. Enligt dåtida rojalistisk synvinkel var detta inte förräderi, eftersom "nationen" enligt gammal sed uppfattades som synonym med "monarkin". Denna uppfattning krockade dock med den moderna nationaltanke som uppkom under revolutionen, där monarki och nation inte var synonymer, och enligt vilken hon med detta agerande hade begått förräderi. Marie-Antoinette var samtidigt länge övertygad om att demokratin stöddes enbart av radikaler i huvudstaden, medan den breda allmänheten var lojal mot monarkin. 
I juni 1791 ägde Flykten till Varennes rum, då kungafamiljen gjorde ett försök att med Axel von Fersens hjälp fly till de Österrikiska Nederländerna. Flykten misslyckades och familjen greps vid gränsen i Varennes-en-Argonne och återfördes till Tuilerierna i Paris. De fick under återfärden eskort av två medlemmar av nationalförsamlingen, däribland Barnave, för att undvika att bli attackerade. Flyktförsöket innebar ännu sämre publicitet för kungaparet men i synnerhet för Marie Antoinette, som i första hand lastades för det. Efter återkomsten till Paris levde familjen under hård bevakning. Marie-Antoinette försökte under följande period skapa sig kontakter i det nya parlamentet, främst Barnave och Honoré Gabriel Riqueti de Mirabeau. 
Under demonstrationen den 20 juni 1792, då det kungliga palatset invaderades av demonstranter, trängdes Marie Antoinette in bakom ett bord och fick sitta där i timmar, omgiven av en liten grupp hovfunktionärer, medan demonstranterna konfronterade henne. 
Under stormningen av Tuilerierna den 10 augusti 1792 försökte Marie-Antoinette utan framgång övertala kungen att försvara slottet med hjälp av Schweizergardet (den utländska slottsvakten). Marie-Antoinette förordade att hovet borde försvara slottet och sätta sig till motvärn och uppmuntrade kungen att leda vaktmanskapet, men kungen föredrog att fly. Kungafamiljen sökte då skydd hos nationalförsamlingen i sällskap av endast prinsessan de Lamballe och Louise-Elisabeth de Tourzel. I nationalförsamlingen fick de sitta instängda i ett bås medan parlamentet diskuterade monarkins framtid och slutligen bestämde sig för att avskaffa den, samtidigt som Tuilerierna stormades och en massaker ägde rum på den kvarlämnade slottsvakten och hovpersonalen.

#### Fångenskap

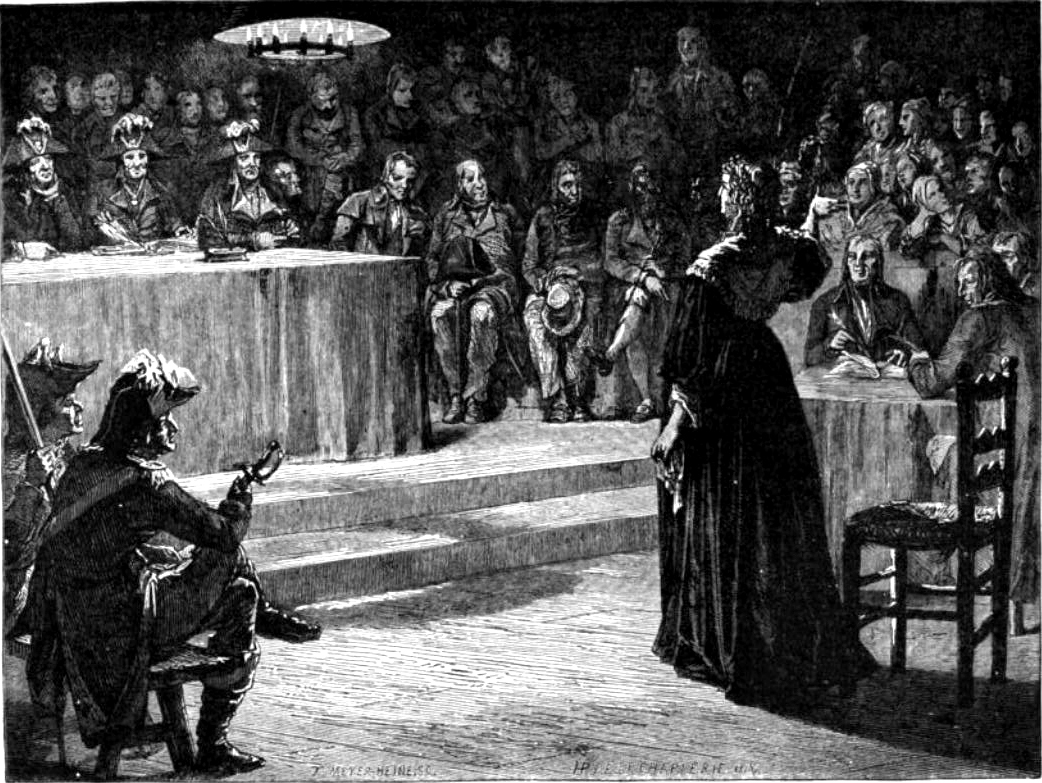
Marie-Antoinette inför domstolen.

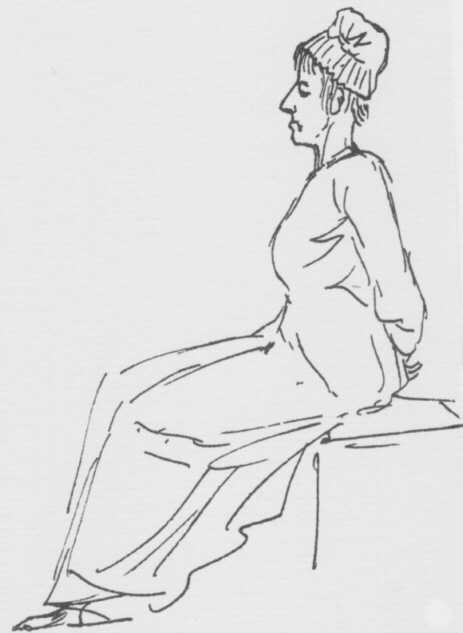
Marie-Antoinette på väg till sin avrättning, Jacques-Louis David, 16 oktober 1793.

Efter införandet av republiken fördes den före detta kungafamiljen från nationalförsamlingen till det före detta Feuilanterklostret för att tillbringa natten, och slutligen till fångenskap i tornet i den medeltida fästningen Temple. Det före detta kungaparet fick då namnet Capet. De hade initialt sällskap av prinsessan de Lamballe, Louise-Elisabeth de Tourzel och några medlemmar av sin personal, men dessa överfördes snart till andra fängelser.
Under septembermorden 1792 försökte en mobb utan framgång bryta sig in i fängelset. Vid detta tillfälle blev Marie-Antoinettes vän prinsessan de Lamballe mördad, och mobben visade upp hennes avhuggna huvud utanför Marie-Antoinettes fönster.  Enligt vissa versioner såg hon huvudet, skrek och svimmade. Enligt andra såg hon aldrig själv huvudet, men en av vakternas hustrur ska ha sett det och skrikit, varpå mobben ska ha trott att det var Marie-Antoinette. Hon ska dock ha svimmat sedan hon fått veta vad som skett.
I januari 1793 blev den före detta kungen ställd inför Nationalkonventet åtalad för landsförräderi, dömd som skyldig och avrättad genom giljotin. Marie-Antoinette kallades då officiellt för "änkan Capet". Efter sin makes död ska hon, liksom sin svägerska och dotter, ha nigit för sin son och ansett honom som nästa kung. Marie-Antoinette stod liksom sin svägerska Élisabeth under fängelsetiden fortsatt i kontakt med personer utanför genom hemlig korrespondens. Hon ska ha fått flera erbjudanden om att fly, men i slutändan tackat nej, eftersom det skulle ha inneburit att hon tvingats lämna kvar sina barn.
Samma år fråntogs Marie-Antoinette vårdnaden om sin son, som placerades i en annan cell i Temple, skild från sin mor, moster och syster. Marie-Antoinette ska ha tagit detta mycket hårt, eftersom den yngste sonen var hennes favoritbarn. Han blev också omhändertagen av en medlem av fängelsepersonalen, som ska ha utsatt honom för hörbar misshandel och uppfostrat honom till att hata sin familj.
Det enda smycke hon ska ha burit under vistelsen i fängelset var en signetring med en modifikation av Axel von Fersens devis ingraverad - "Tutto a te mi guida" (Allt för mig närmare dig).

#### Rättegång
I slutet av 1793 överfördes Marie-Antoinette slutligen till fängelset La Conciergerie och ställdes inför rätta. Hon åtalades för högförräderi genom att ha kontakt med Frankrikes utländska fiender; för slöseri med statens pengar och för att ha utsatt sin son för sexuella övergrepp. Åtalspunkten om incest lades ned sedan Marie-Antoinette i en känslosam scen hade vädjat till Frankrikes mödrar och fått åskådarna på sin sida. I punkten slöseri med statens resurser medgav hon att hennes utgifter varit för stora, men sade sig inte ha varit medveten om det när det skedde. Däremot förnekade hon åtalspunkten om landsförräderi.
Hon dömdes till döden genom halshuggning som skyldig till högförräderi. Under sin fångenskap och rättegång samt vid avrättningen visade Marie-Antoinette upp ett stort lugn.   
Marie-Antoinette avrättades med giljotin den 16 oktober 1793 på Place de la Révolution (nuvarande Place de la Concorde) i Paris. Hon är gravsatt i klosterkyrkan Saint-Denis tillsammans med sin make. 
Fängelset, La Conciergerie, finns fortfarande kvar i Paris och kan besökas av turister, dock ej originalcellen. Denna blev senare omgjord och ingår nu som del i kapellet.

## Marie-Antoinette i populärkultur
Åtskilliga böcker om och filmatiseringar av Marie-Antoinettes liv har producerats under åren. 

### Filmer
- 1921 Blad ur Satans bok, dansk episodfilm i regi av Carl Theodor Dreyer där en av episoderna skildrar den franska revolutionen med Tenna Kraft som Marie-Antoinette.
- 1923 Scaramouche, swashbucklerfilm i regi av Rex Ingram där Marie-Antoinette figurerar, spelad av Clotilde Delano.
- 1930 Marseljäsen, amerikansk musikalfilm med Evelyn Hall i rollen som Marie-Antoinette.
- 1934 Madame Du Barry, i regi av William Dieterle, med Anita Louise som Marie-Antoinette.
- 1938 Marie Antoinette, i regi av W.S. Van Dyke, med Norma Shearer i rollen som Marie-Antoinette.
- 1949 Den svarta demonen, i regi av Gregory Ratoff, med Nancy Guild som Marie-Antoinette.
- 1952 Scaramouche – de tusen äventyrens man, i regi av George Sidney, med Nina Foch som Marie-Antoinette.
- 1954 Om Versailles kunde berätta, i regi av Sacha Guitry, med Lana Marconi i rollen som Marie-Antoinette.
- 1956 Marie Antoinette, i regi av Jean Delannoy, med Michèle Morgan som Marie-Antoinette.
- 1957 The Story of Mankind, i regi av Irwin Allen, med Marie Wilson i rollen som Marie-Antoinette.
- 1959 Äventyr på de sju haven, i regi av John Farrow, med Susana Canales som Marie-Antoinette.
- 1970 Vackert, brorsan!, i regi av Bud Yorkin, med Billie Whitelaw i rollen som Marie-Antoinette.
- 1981 Det våras för världshistorien del 1, i regi av Mel Brooks, med Fiona Richmond som Marie-Antoinette.
- 1982 Natten i Varennes, Ettore Scolas film, där flykten till Varennes i dramatiserad form finns återgiven, Marie-Antoinette spelas av Eléonore Hirt.
- 1989 Franska revolutionen, TV-film i två delar, producerad med anledning av 200-årsjubileet av  franska revolutionen, med Jane Seymour i rollen som Marie-Antoinette.
- 1995 Jefferson i Paris, i regi av James Ivory, med Charlotte de Turckheim som Marie-Antoinette.
- 2001 Farlig intrig, i regi av Charles Shyer, med Joely Richardson i rollen som Marie-Antoinette.
- 2006 Marie Antoinette, Sofia Coppolas film, med Kirsten Dunst i titelrollen. Filmen är löst baserad på Antonia Frasers bok Marie Antoinette.
- 2012 Farewell, My Queen, fransk film i regi av Benoît Jacquot, med Diane Kruger i rollen som Marie-Antoinette.
- 2014 Herr Peabody & Sherman, amerikansk animerad film i regi av Rob Minkoff, där Lauri Fraser gör rösten till Marie-Antoinette.

### Musik
År 1986 gjorde svenska Karin Risberg poplåten "Marie Antoinette", skriven av Peo Thyrén och Kjell Lövbom.
År 1998 uruppfördes Daniel Börtz opera Marie Antoinette på Folkoperan i Stockholm, och kom att bli den mest spelade svenska operan i modern tid efter Karl-Birger Blomdahls Aniara. I operan, som bygger på Claes Fellboms libretto, skildras kärleksaffären mellan den franska drottningen och svenske diplomaten Axel von Fersen. För regin svarade Claes Fellbom, för kostym Mathias Clason och scenografi Werner Huttli. Huvudrollerna spelades av Christina Högman och Olle Persson. Operastycket, som invigde Kulturhuvudstadsåret 1998 i Stockholm, spelades två säsonger i Stockholm, för att sedan gästspelas i Danmark, Portugal och Storbritannien.

## Barn
1. Marie Theresia Charlotte (1778–1851), gift med sin kusin Ludvig Anton, hertig av Angoulême
2. Ludvig Josef (1781–1789)
3. Ludvig XVII av Frankrike (1785–1795)
4. Sophie Hélène Béatrix (1786–1787)

## Anfäder
|                  |  |  |  |  |  |  |  |                            |  |  |  |  |  |  |  |                                                  |  |  |  |  |  |  |  | Karl V, hertig av Lorraine                 |
|                  |  |  |  |  |  |  |  |                            |  |  |  |  |  |  |  |                                                  |  |  |  |  |  |  |  |                                            |
|                  |  |  |  |  |  |  |  |                            |  |  |  |  |  |  |  | Leopold av Lothringen                            |  |  |  |  |  |  |  |                                            |
|                  |  |  |  |  |  |  |  |                            |  |  |  |  |  |  |  |                                                  |  |  |  |  |  |  |  |                                            |
|                  |  |  |  |  |  |  |  |                            |  |  |  |  |  |  |  |                                                  |  |  |  |  |  |  |  | Eleonora Maria Josefa av Österrike         |
|                  |  |  |  |  |  |  |  |                            |  |  |  |  |  |  |  |                                                  |  |  |  |  |  |  |  |                                            |
|                  |  |  |  |  |  |  |  | Kejsar Frans I             |  |  |  |  |  |  |  |                                                  |  |  |  |  |  |  |  |                                            |
|                  |  |  |  |  |  |  |  |                            |  |  |  |  |  |  |  |                                                  |  |  |  |  |  |  |  |                                            |
|                  |  |  |  |  |  |  |  |                            |  |  |  |  |  |  |  |                                                  |  |  |  |  |  |  |  | Filip I av Orléans                         |
|                  |  |  |  |  |  |  |  |                            |  |  |  |  |  |  |  |                                                  |  |  |  |  |  |  |  |                                            |
|                  |  |  |  |  |  |  |  |                            |  |  |  |  |  |  |  | Elisabeth Charlotte av Orléans                   |  |  |  |  |  |  |  |                                            |
|                  |  |  |  |  |  |  |  |                            |  |  |  |  |  |  |  |                                                  |  |  |  |  |  |  |  |                                            |
|                  |  |  |  |  |  |  |  |                            |  |  |  |  |  |  |  |                                                  |  |  |  |  |  |  |  | Elisabeth Charlotte av Pfalz               |
|                  |  |  |  |  |  |  |  |                            |  |  |  |  |  |  |  |                                                  |  |  |  |  |  |  |  |                                            |
| Marie-Antoinette |  |  |  |  |  |  |  |                            |  |  |  |  |  |  |  |                                                  |  |  |  |  |  |  |  |                                            |
|                  |  |  |  |  |  |  |  |                            |  |  |  |  |  |  |  |                                                  |  |  |  |  |  |  |  | Kejsar Leopold I                           |
|                  |  |  |  |  |  |  |  |                            |  |  |  |  |  |  |  |                                                  |  |  |  |  |  |  |  |                                            |
|                  |  |  |  |  |  |  |  |                            |  |  |  |  |  |  |  | Kejsar Karl VI                                   |  |  |  |  |  |  |  |                                            |
|                  |  |  |  |  |  |  |  |                            |  |  |  |  |  |  |  |                                                  |  |  |  |  |  |  |  |                                            |
|                  |  |  |  |  |  |  |  |                            |  |  |  |  |  |  |  |                                                  |  |  |  |  |  |  |  | Eleonora av Pfalz-Neuburg                  |
|                  |  |  |  |  |  |  |  |                            |  |  |  |  |  |  |  |                                                  |  |  |  |  |  |  |  |                                            |
|                  |  |  |  |  |  |  |  | Maria Teresia av Österrike |  |  |  |  |  |  |  |                                                  |  |  |  |  |  |  |  |                                            |
|                  |  |  |  |  |  |  |  |                            |  |  |  |  |  |  |  |                                                  |  |  |  |  |  |  |  |                                            |
|                  |  |  |  |  |  |  |  |                            |  |  |  |  |  |  |  |                                                  |  |  |  |  |  |  |  | Ludvig Rudolf av Braunschweig-Wolfenbüttel |
|                  |  |  |  |  |  |  |  |                            |  |  |  |  |  |  |  |                                                  |  |  |  |  |  |  |  |                                            |
|                  |  |  |  |  |  |  |  |                            |  |  |  |  |  |  |  | Elisabeth Christina av Braunschweig-Wolfenbüttel |  |  |  |  |  |  |  |                                            |
|                  |  |  |  |  |  |  |  |                            |  |  |  |  |  |  |  |                                                  |  |  |  |  |  |  |  |                                            |
|                  |  |  |  |  |  |  |  |                            |  |  |  |  |  |  |  |                                                  |  |  |  |  |  |  |  | Christine Luise av Oettingen-Oettingen     |
|                  |  |  |  |  |  |  |  |                            |  |  |  |  |  |  |  |                                                  |  |  |  |  |  |  |  |                                            |